# Melita Zajc
Melita Zajc, slovenska publicistka, * 4. avgust 1962, Ljubljana
Melita Zajc je bila med letoma 1984 in 1986 urednica kulture na Radiu Študent, med 1986 in 1989 urednica kulture pri tedniku Mladina, kasneje pa kolumnistka in novinarka te iste revije, s presledki do leta 2000. Leta 1989 je diplomirala na ljubljanski FSPN ter 1999 doktorirala iz filozofije medijev na Inštitutu za filozofijo Univerze na Dunaju in iz antropologije vsakdanjega življenja na ISH - Fakulteti za podiplomski humanistični študij v Ljubljani. Leta 2000 je postala odgovorna urednica kulturnih in umetniških programov na TV Slovenija in to delo opravljaja do maja 2002. Kot kritičarka in urednica je sodelovala pri reviji Ekran. Leta 1992/1993 je kot scenaristka in režiserka oblikovala dokumentarno televizijsko serijo Dalekozor. Leta 1994 pa je s S. Furlanom pripravila mednarodno Jesensko filmsko šolo - Avdio-vizualni mediji in identitete. Leta 1994 se je kot raziskovalka zaposlila na prvi mednarodni podiplomski zasebni univerzi v Sloveniji ISH - Fakulteti za podiplomski humanistični študij v Ljubljani, tam je oblikovala študijski program Antropologija novih tehnologij, ki ga je s presledki izvajala do 2007, v angleškem in v slovenskem jeziku. Je urednica knjig Gledanje na daljavo (1994) in AV mediji in identitete (1996), ter avtorica knjig Nevidna vez: rabe radiodifuzne televizije v Sloveniji (1995), Tehnologije in družbe (2000), Digitalne podobe (2005), Edvard Zajec, pionir računalniških umetnosti (2008) in Edvard Zajec - documents and visions (2010). Med letoma 2002 in 2007 je vodila izobraževanje za nove medije na RTV Slovenija, med letom 2007 in 2016 pa je bila zaposlena na Univerzi v Mariboru, na Inštitutu za medijske komunikacije Fakultete za elektrotehniko, računalništvo in informatiko, kot docentka za medijske komunikacije. Med leti 2007 in 2011 je kot kurator mednarodnega simpozija sodelovala z Mednarodnim festivalom računalniških umetnosti MFRU. Najnovejša dognanja svojega sistematičnega raziskovnja družbenih razsežnosti tehnologij je predstavila v članku o dispozitivu družbenih medijev , ki ga je objavila revija Journal of Consumer Culture, leta 2012 najvplivnejša revija s področja kulturnih študij  ter članku v reviji The Information Society.
Od leta 2016 vodi raziskovanje in komuniciranje pri mednarodnem investicijskem podjetju OSTERTRADE, ki je aktivno zlasti v Podsaharski Afriki, ob tem pa nadaljuje raziskovanje medijev in kulture Globalnega Juga, zlasti Nollywooda oziroma Nigerijskih video filmskih kultur. Od leta 2011 kot predavateljica raziskovalnih metod v komunikologiji in komuniciranja za razvoj sodeluje z Univerzo za jezik in komunikacije IULM v Milanu.
Leta 2017 je pri založbi Aristej izšel njen Medijski pojmovnik za mlade, prvi celovit pregled tega področja v Sloveniji. Objavlja v spletni reviji o umetnosti ArtsLife. Je redna filmska kritičarka evropske dokumentarne revije Modern Times Review.